# 나로과학위성
나로과학위성(STSAT-2C)은 나로호에 탑재된 연구용 위성이다.

## 개발
나로호의 1,2차 발사 실패로 파괴되어 없어진 과학기술위성 2A호, 2B호를 대신하기 위해 만들어졌다. 개발 기간은 1년이다. 기존 과학기술위성 2호의 제작 가격 130억원의 6분의 1 수준인 20억 원이 투입됐다.
대한민국 연구진에 의해서 기존 과학기술위성 2호의 기술을 바탕으로 개발되었다. 2011년 2월 KAIST 인공위성연구센터에서 개발이 추진되었다. 여기에는
한국항공우주연구원, 항공대학교, 아이쓰리시스템이 참여하였다.
무게는 약 100kg에 크기는 76x102x116(cm)이다. 3개의 날개가 달리는 3축 안정 위성으로 만들어졌다. 나로호의 궤도진입 확인을 위한 레이저반사경, 우주방사선 측정센서, 우주이온층 측정센서, 펨토초레이저 발진기, 반작용 휠, 적외선 영상센서를 탑재하였다.

## 활동
활동 지점은 근지점 고도 300 km, 원지점 고도 1500km를 약 103분마다 한바퀴씩 지구를 돌며 위성의 궤도진입 확인 및 우주공간의 환경 탐사를 목적으로 하여 2013년 1월 30일 발사에 성공했다.
KAIST 인공위성연구센터는 2014년 4월부터 나로과학위성과 통신이 두절되었으며 이 사실을 9월 23일 공표했다. 설계수명인 1년은 다 채웠지만, 일반적인 과학위성들이 설계 연한보다 2~3배 이상 임무 수행이 가능한데 비해 수명이 짧아서, 이에 대한 원인으로 내구성이 상대적으로 떨어지는 부품이 사용되었다는 주장이 있다.

## 같이 보기
- 과학기술위성 2호